# Suspense au Caire pour A 008
Pour plus de détails, voir Fiche technique et Distribution.
Suspense au Caire pour A 008 (A 008, operazione Sterminio) est un film d'espionnage égypto-italien réalisé par Umberto Lenzi, sorti en 1965.

## Synopsis
L'agent secret britannique 006 doit collaborer avec l'agent américain 008 pour rechercher l'anti-radar, une invention qui intéresse également une organisation criminelle chapeautée par un certain Kemp.
Au Caire, ils parviennent à localiser et à détruire l'anti-radar, ce qui les oblige à se rendre en Suisse, où ils retrouvent et sauvent l'inventeur qui a encore les plans originaux en main.
Une fois l'ennemi Kemp mis hors d'état de nuire, l'agent 006 se révèle être un agent russe qui a remplacé le véritable agent, mais l'agent A 008 s'était douté de la supercherie et l'oblige à partir en Sibérie sans les plans.

## Fiche technique
- Titre français : Suspense au Caire pour A008[1]
- Titre original italien : A 008, operazione Sterminio[2]
- Réalisation : Umberto Lenzi (sous le nom de « Humphrey Humbert »)
- Scénario : Umberto Lenzi, Wallace Mackentzy
- Photographie : Augusto Tiezzi
- Montage : Jolanda Benvenuti (it)
- Musique : Angelo Francesco Lavagnino
- Décors : Peppino Piccolo
- Costumes : Walter Patriarca (it)
- Maquillage : Massimo Giustini
- Production : Fortunato Misiano, Luigi Nannerini
- Sociétés de production : Romana Film (it) • Copro Film
- Pays de production :  Italie •  Égypte
- Langue originale : italien
- Format : Couleur par Eastmancolor • 1,85:1 • Son mono • 35 mm
- Durée : 84 minutes
- Genre : Film d'espionnage
- Dates de sortie :
  - Italie : 3 septembre 1965
  - France : 29 décembre 1965

## Distribution
- Ingrid Schoeller : MacDonald, agent 008
- Alberto Lupo : Frank Smith, agent 006 / agent Ivanov
- Dina De Santis : La gérante d'un salon de beauté
- Ivano Staccioli (sous le nom de « John Heston ») : Kemp, directeur d'hôtel
- Salvatore Borgese (sous le nom de « Mark Trevor ») : Le moine
- Omar El-Hariri : Yussuf, capitaine de police
- Ahmed Louxor (sous le nom d'« Amed Luxor »)
- George Wang : Tanaka
- Edoardo Toniolo : Monsieur X
- Nando Angelini : Lieutenant américain au bowling
- Domenico Ravenna : Heinz
- Omar Targoman
- Fortunato Arena (sous le nom de « Lucky Arena ») : l'homme balafré

## Censure
À la demande de la censure, deux scènes ont été éliminées : la séquence dans laquelle l'acteur Alberto Lupo glisse sa main le long de la cuisse de l'actrice Ingrid Schoeller et où cette dernière l'en empêche, et un passage montrant l'eau d'une piscine devenant rouge de sang après qu'un personnage ait chuté dedans.